# غريت غرنسدن (كامبريدجشير)
غريت غرنسدن (بالإنجليزية: Great Gransden)‏ هي قرية و أبرشية مدنية تقع في المملكة المتحدة في إنجلترا. يقدر عدد سكانها بـ 969 نسمة .